# Boleslav II. Mazovský

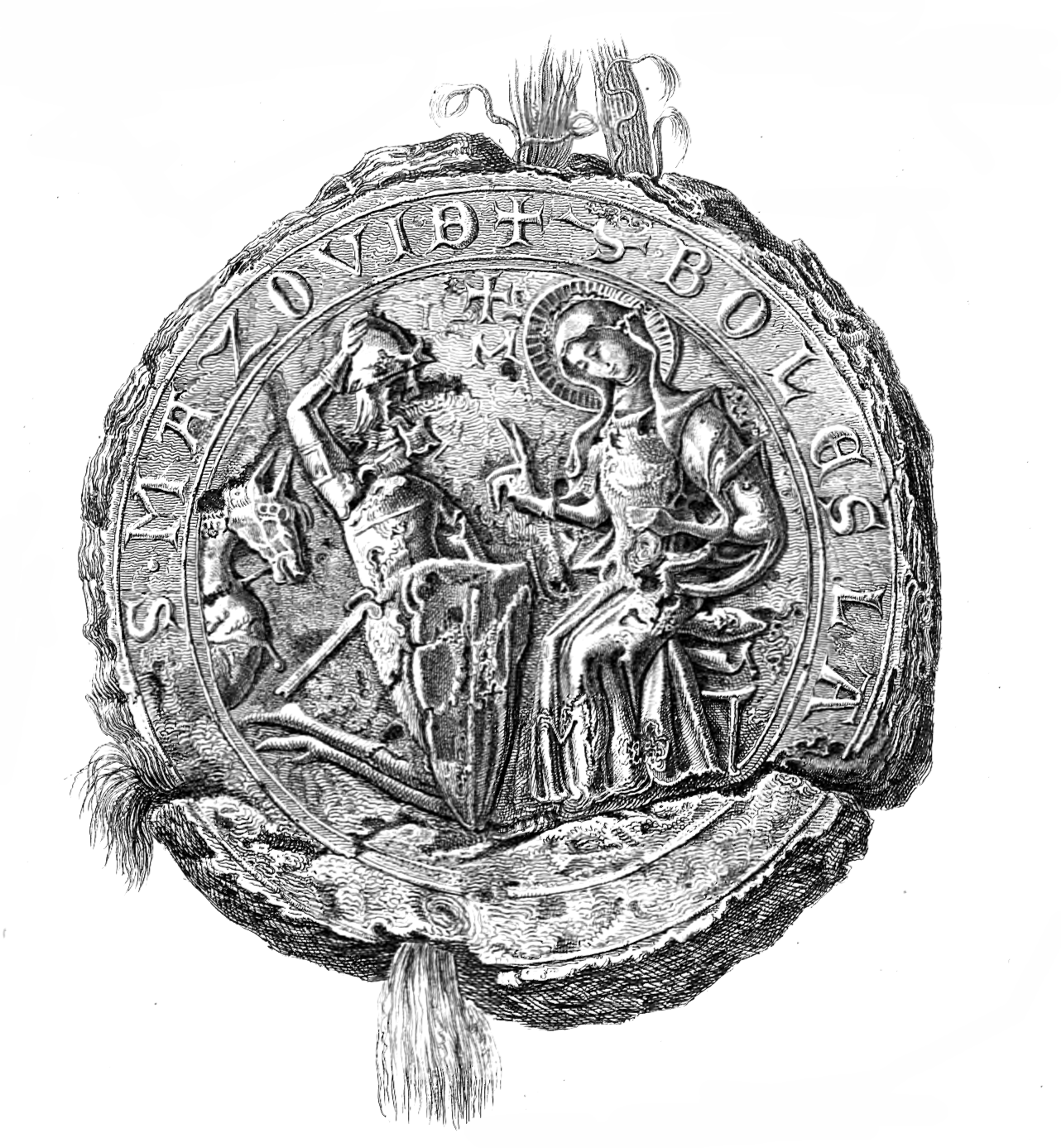
Boleslavova pečeť

Boleslav II. Mazovský (1251? – 20. května 1313) byl mazovský kníže spolu s bratrem v letech 1262–1275, kníže plocký od roku 1275, sandoměřský od roku 1288 a mazovský od roku 1294. Pocházel z rodu Piastovců.

## Mládí
Byl druhým synem Zemovíta I. Mazovského a jeho ženy Pereslavy, dcery Daniela Haličského a Anny Novgorodské.
V roce 1267 byl Litevci zabit kníže Zemovít a jeho starší syn Konrád byl zajat. Boleslav ještě nebyl plnoletý a regentem knížectví se stal Boleslav Pobožný spolu s jejich matkou Pereslavou. Po dvou letech v zajetí byl Konrád propuštěn a mohl převzít vládu v Mazovsku. V roce 1275 se stal Boleslav plnoletým. Konrád rozdělil Mazovsko na dvě části, Czersko a Plocko. Boleslav obdržel Plocko a Konrád si ponechal Czersko. Boleslav s tím nesouhlasil, spojil se s litevským vévodou Trojdenem, okolo roku 1279 se oženil s jeho dcerou Gaudemundou Žofií, a Vladislavem Lokýtkem a na Konráda zaútočil. Mezi bratry vypukla válka, která trvala několik let a zničila velkou část Mazovska.

## Boj o Krakov
V září roku 1288 zemřel Lešek II. Černý bez potomků a na trůn byl navržen Boleslav Mazovský. Nebyl to jediný kandidát, dalším byl Jindřich IV. Probus. Ještě téhož roku byl Boleslav zahnán z Krakova armádou Jindřicha Proba, který se po jeho získáni vrátil na konci roku 1288 do Slezska. Boleslav Mazovský dobyl Sandoměřsko. Na začátku února 1289 slezská knížata Jindřich III. Hlohovský, Přemek Stínavský a Boleslav I. Opolský zorganizovala nájezd na Krakov s cílem posílit moc Jindřicha Proba. V této době se poražený Boleslav II., stále snažil dobýt Krakov se svými spojenci Vladislavem Lokýtkem a Kazimírem II. Lenčickým. Podporován byl rovněž Konrádem Mazovským. Armáda spojenců Jindřicha Proba se stáhla z Krakova. 26. února 1289, v blízkosti Siewierze byli napadeni Boleslavem Mazovským a jeho spojenci. Bitva skončila porážkou slezských knížat. V bitvě byl zabit Přemek Stínavský a Boleslav I. Opolský byl zajat. Krakov byl zabrán Boleslavem. Ten v létě 1289 vstoupil do jednání s bratrem Konrádem II. Mazovským. Nabídl mu za vojenskou pomoc, a upuštění nároku na Krakov, Sandoměřsko. Proti tomu se bouřili šlechtici Malopolska a spojili se s Lokýtkem. Boleslav se stáhl do Mazovska. Vladislav Lokýtek se spojil se Lvem Haličským a dobyl Krakov. V srpnu 1289 se Jindřich IV. Probus v čele svého vojska vydal ke Krakovu. Lokýtek uprchl a Jindřich Probus se stal pánem Krakova.

## Spolupráce s českým králem
Po smrti své první ženy se v roce 1291 oženil podruhé. Stejně jako první manželství, i to druhé bylo čistě politické. Jeho druhou ženou se stala Kunhuta, sestra českého krále Václava II. Sňatkem chtěl Boleslav posílit svou pozici. Následující rok podporoval svého švagra v procesu s Vladislavem Lokýtkem během obléhání Sieradzu. Mazovsko-česká spolupráce však netrvala dlouho.
V roce 1294 zemřel Konrád II. Mazovský a Boleslav se stal vládcem celého Mazovska. Poté přerušil vztahy s Čechami a spojil se s Vladislavem Lokýtkem. V roce 1295 Boleslav zahájil pomocí Litevců přestavbu hradu ve Wiznie. V témže roce byl v Hvězdně korunován polským králem Přemysl II. Velkopolský, který už v následujícím roce násilně zemřel. Nástupcem jmenoval Jindřicha III. Hlohovského, proti kterému Lokýtek zaútočil. Boje mezi nimi trvaly několik let. V roce 1300 se Václav II. zasnoubil s dcerou Přemysla Velkopolského, Rejčkou a téhož roku byl korunován polským králem. Také zahájil útok na Mazovsko. Boleslav se nevzdal a neuznal ani Václava polským králem. Roku 1302 bylo manželství Boleslava a Kunhuty rozvedeno. Kunhuta se poté vrátila ke klášternímu způsobu života.

## Smrt
Počátkem 14. století Boleslav založil město Varšavu, a přispíval k jeho rozvoji na úkor blízkého Czerska. V roce 1310 přenechal část Mazovska svým dvěma starším synům. Zemovít obdržel oblast Varšavy a Trojden Czersko. Zemřel 20. dubna 1313 a byl pohřben v katedrále Plocku.